# Scuticaria kautskyi
Scuticaria kautskyi är en orkidéart som beskrevs av Guido Frederico João Pabst. Scuticaria kautskyi ingår i släktet Scuticaria och familjen orkidéer. Inga underarter finns listade i Catalogue of Life.